# Secamone ferruginea
Secamone ferruginea är en oleanderväxtart som beskrevs av Jean Baptiste Louis Pierre och Julien Noël Costantin. Secamone ferruginea ingår i släktet Secamone och familjen oleanderväxter. Inga underarter finns listade i Catalogue of Life.